# 7군 (호찌민시)
7군(Quận 7 /7郡)은 호치민시의 군 중 하나이다. 2010년을 기준으로 7군에는 274,828명의 인구가 있고, 전체 면적은 35.76 km2이다. 7군은 2009년 개통한 푸미교에 의해 2군과 연결되어 있다.

## 행정 구역
7군에는 모두 10개의 프엉(Phường 坊)이 있다.
- 빈투언 프엉 (Bình Thuận / 平順)
- 푸미 프엉 (Phú Mỹ / 富美)
- 푸투언 프엉 (Phú Thuận / 富順)
- 딴흥 프엉 (Tân Hưng / 新興)
- 딴끼엥 프엉 (Tân Kiểng / 新景)
- 딴퐁 프엉 (Tân Phong / 新豐)
- 딴푸 프엉 (Tân Phú / 新富)
- 딴꺼이 프엉 (Tân Quy / 新歸)
- 딴투언동 프엉 (Tân Thuận Đông / 新順東)
- 딴투언떠이 프엉 (Tân Thuận Tây / 新順西)

## 교육

### 고등학교 과정
- 사이공 남부 국제학교
- 로렌스 S. 팅 고등학교
- 캐나다 국제 학교와 Bilingual Canadian International School
- 일본 국제 학교 (딴푸군, 7군)
- 한국 국제학교 (딴푸, 7군)
- 대만 국제학교 (딴푸, 7군)
- 응오 꾸옌 고등학교
- 미국 국제 학교 (냐베)

### 대학

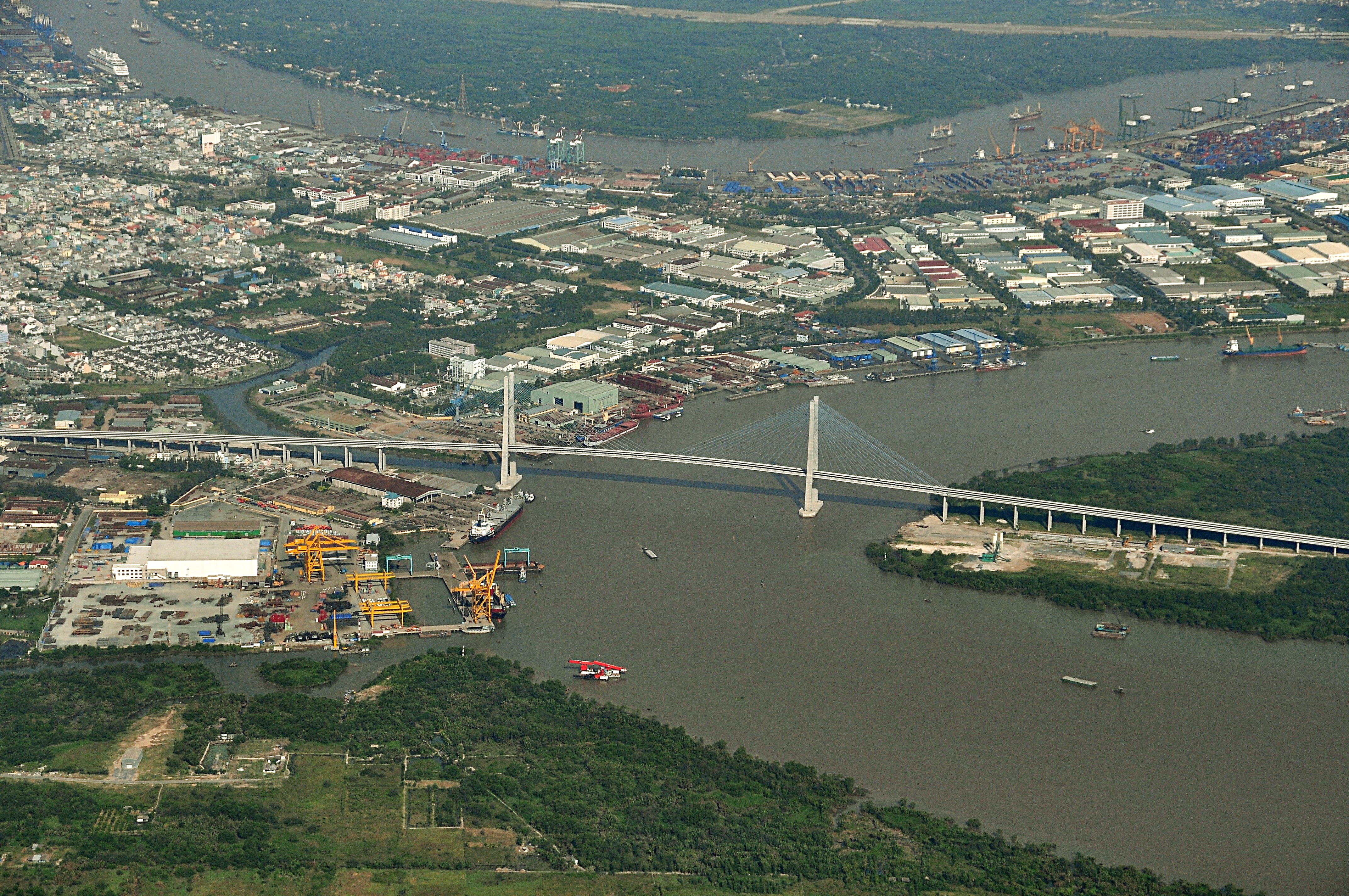
2군과 7군을 연결하는 푸미교

- 베트남 RMIT - 떤퐁[2], RMIT는 호주 멜버른에 본교를 둔 대학교로 베트남에 7000명의 학부생과 650명의 스탭이 있다.[3]
- 똔덕탕 대학교 (딴퐁)